# Авраамиевская башня
Авраамиевская башня (Авраамиевские ворота) — одна из сохранившихся до наших дней башен Смоленской крепостной стены.

## Местонахождение и внешний вид
В первом этаже башни, перекрытой кирпичным сводом, находится проезд «зигзагом» с воротами, устроенными в западной и северной стенах башни; три боевых окна. Из первого яруса на второй ведёт каменная лестница, устроенная в толще примыкающего к башне южного прясла; на площадке лестниц — боевое окно.
Второй ярус перекрыт кирпичом и находится ниже уровня боевого хода стены на четыре ступени лестницы. В нём девять боевых окон и два дверных проёма. Из второго яруса на третий ведёт каменная лестница, устроенная в толще стены башни.
Третий ярус содержит двенадцать боевых окон. Из третьего на четвёртый ярус ведёт каменная лестница, устроенная в толще стены северо-западного угла башни. В настоящее время 3й и 4й ярусы перекрытий не имеют.
В четвёртом ярусе на уровне зубцов — 36 боевых окон. С внешней стороны башни стояли тарасы, засыпанные землёй.

## История
Башня была сильно повреждена во время многократных штурмов и обстрела артиллерией при осаде крепости поляками в 1609—1611 годах.
В 1654 году «Башня имеет крепкое покрытие. В кладке стен башни небольшие трещины».
В 1665 году «Закрыт проезд в башне. Заложены кирпичом и засыпаны землёй ворота, расположенные на северном её фасаде».
В 1681 году перед северными наружными воротами был поставлен острог.
Три боевых окна первого яруса заложены кирпичом.
Башня пострадала от пожара в восточной части крепости.
С 1777 по 1812 башня служила пороховым складом.